# Bäriswil
Bäriswil is een gemeente en plaats in het Zwitserse kanton Bern, en maakt deel uit van het district Bern-Mittelland.
Bäriswil telt 1.026 inwoners.